# Леперсоніт-(Nd)
Леперсоніт-(Nd) — рідкісний мінерал класу карбонатів.

## Характеристики
Леперсонніт-(Nd) є карбонатом з хімічною формулою Nd₄(UO₂)24(SiO₄)₄(CO₃)₈(OH)28·48H₂O. Схвалений як дійсний вид Міжнародною мінералогічною асоціацією у 2021 році та все ще очікує на публікацію. Кристалізується в ромбічній системі.
Зразки, які були використані для визначення виду, так звані типові матеріали, зберігаються в Musée d'Histoire Naturelle у Люксембурзі під номером wpv020, а також у Королівському музеї Центральної Африки, розташованому в Тервюрені (Бельгія), з номером rgm11529.1.

## Прояви і родовища
Мінерал був виявлений на горі Свамбо, розташованій в районі Камбове (провінція Верхня Катанга, Демократична Республіка Конго), і це єдине місце на планеті, де описано цей вид мінералу.